# Joshua Lederberg
Joshua Lederberg (23 de maig de 1925, Montclair, Nova Jersey, EUA - 2 de febrer de 2008, Nova York) fou un microbiòleg i professor universitari nord-americà guardonat amb el Premi Nobel de Medicina o Fisiologia l'any 1958 pels seus estudis de genètica juntament amb George Wells Beadle i Tatum.

## Biografia
Estudià medicina a la Universitat de Colúmbia de Nova York, i després realitzà el seu doctorat a la Universitat Yale l'any 1948. Posteriorment es traslladà a la Universitat de Wisconsin com a professor de genètica, on arribà a obtenir la càtedra d'aquesta especialitat. Més tard fou nomenat director del Departament de Genètica de la Universitat Stanford i director dels laboratoris Kennedy de biologia molecular.

## Recerca científica
Inicialment, durant la seva estada a la Universitat de Colúmbia, va fer estudis genètics i bioquímics sobre la floridura de la Neurospora crassa. Posteriorment orientà la seva recerca, en col·laboració d'Edward Lawrie Tatum, vers l'estudi del bacteri Escherichia coli, demostrant com aquesta podria compartir la informació genètica amb la recombinació genètica, i després ver l'intercanvi genètic en la salmonel·la, amb el que quedaven aclarits alguns fenòmens de l'herència genètica bacteriana i la transformació bacteriana.
L'any 1958 li fou concedida la meitat del Premi Nobel de Medicina o Fisiologia «pels seus descobriments referents la recombinació genètica i a l'organització del material genètic dels bacteris», premi compartit amb George Wells Beadle i Edward Lawrie Tatum el seu descobriment que els gens actuen regulant esdeveniments químics definits.
Després de la concessió del Premi Nobel col·laborà amb Frank Macfarlane Burnet en la recerca sobre els antibiòtics, amb Edward Feigenbaum en el desenvolupament del sistema dendral, i finalment amb la NASA en la recerca de vida a Mart així com en la intel·ligència artificial.